# Cercosaura steyeri
Espèce
Synonymes
- Pantodactylus steyeri Tedesco, 1998

Cercosaura steyeri est une espèce de sauriens de la famille des Gymnophthalmidae.

## Répartition
Cette espèce est endémique de la province de Corrientes en Argentine.

## Étymologie
Cette espèce est nommée en l'honneur de Ligia Steyer Krause.

## Publication originale
- Tedesco, 1998 : Una nueva especie de Pantodactylus ( Squamata, Gymnophthalmidae) de la provincia de Corrientes, República Argentina. Facena, vol. 14, p. 53-62 (texte intégral).